# Two Hands (film)
Two Hands è un film del 1999 scritto e diretto da Gregor Jordan.

## Trama
Jimmy è un ragazzo che lavora come buttadentro per un locale di spogliarelli a Kings Cross (il quartiere a luci rosse di Sydney), finché un giorno non viene avvicinato dal boss locale Pando per svolgere un piccolo incarico: consegnare 10.000 dollari ad una donna legata ad i suoi traffici illeciti; in cambio dell'adempimento del lavoro, Pando gli promette d'affiliarlo nella sua banda.
Jimmy si reca dunque a casa della donna, un appartamento in un condominio sulla Bondi Beach, a bordo d'una lussuosa Ford Falcon di proprietà di Acko, il braccio destro di Pando (il quale gliel'ha prestata per l'incarico, non avendo egli un'auto propria), ma non riesce ad incontrarla: la donna, infatti, muore per un attacco cardiaco proprio pochi istanti prima del suo arrivo. Convintosi che non sia in casa, Jimmy se ne va spiaggia e, in attesa del suo ritorno, si fa una nuotata. Purtroppo per lui, due ragazzini di strada, Pete ed Helen, scortolo mentre nascondeva sotto la sabbia la busta coi soldi da consegnare, approfittano della situazione per derubarlo. 
Accortosi troppo tardi del furto, e dopo aver vanamente setacciato la spiaggia in cerca dei ladri, Jimmy si rivolge disperato a Deirdre, una vecchia amica del suo defunto fratello Michael, nella speranza che sfrutti le sue conoscenze nel sottobosco criminale cittadino per aiutarlo a cavarsi fuori dal guaio in cui adesso s'è cacciato con Pando e la sua banda; la donna inizialmente si mostra sconvolta di sapere che Jimmy si sia fatto coinvolgere in questo tipo d'affari, tanto da ricordargli come il suo stesso fratello - prima di morire - fosse finito male mettendosi con Pando, ma alla fine acconsente ad introdurlo a suo marito, uno scafato rapinatore di banche, affinché gli organizzino una rapina che lo rimetta in pari con la banda. Deirdre lo fa dunque nascondere a casa della propria madre, nella periferia cittadina, non prima però d'avergli fatto abbandonare l'auto di Acko in un vicolo, in modo da non lasciare delle tracce che conduca Pando al suo nascondiglio. 
Sfortuna vuole che, proprio dopo essersi avviati con l'auto di Deirdre, un ladro d'auto rubi la vettura e tenti di rivendersela da un meccanico che, sottobanco, tratta veicoli rubati; questi infatti, avendo riconosciuto l'auto, ne avvisa immediatamente il legittimo proprietario il quale, avendo la banda già saputo che Jimmy non ha potuto consegnare il denaro, sospetta erroneamente che il giovane se la sia squagliata con tutti i soldi. Poco prima di raggiungere l'autofficina, Acko investe accidentalmente Pete (che con l'amica Helen si stava dando alle spese pazze col denaro rubato), uccidendolo sul colpo, il tutto sotto lo sguardo pietrificato di Helen che assiste sgomenta a come l'uomo, limitandosi a spostare il corpo dalla strada, riparta come se nulla fosse. Sopraffatta dal dolore e dal rancore, la ragazzina spenderá il resto dei soldi per una pistola con cui vendicare la morte dell'amico.
Nel frattempo, organizzati tutti i preparativi della rapina, fissata per l'indomani mattina, Jimmy decide di sfidare la sorte accettando l'invito di Alex, sorella d'un suo amico conosciuta la sera prima e con la quale era scattata una certa intesa, ad uscire per quella sera stessa; i due si recano in un pub a Chinatown, dove parlano delle proprie vite ed aspirazioni e la ragazza, vedendo come Jimmy sia in fondo poco compatibile con lo stile di vita d'un fuorilegge, gli chiede se davvero voglia diventare un criminale di carriera. Intanto Les, collega buttadentro di Jimmy, infatuatosi morbosamente di Alex, non appena scopre dell'appuntamento ne avverte immediatamente la banda di Pando, che si precipita sul luogo. Datisi ad una rocambolesca fuga per la monorotaia di Sydney, la coppia viene alla fine separata a forza dai malavitosi, che scortano Jimmy in una zona desertica fuori città. Nonostante il giovane cerchi di rassicurarli sul fatto di poter recuperare a breve il loro denaro, Pando insiste che debba morire; proprio quando questi sta per premere il grilletto, però, la pistola datagli da Acko si fonde a causa dell'ossidazione dei proiettili (il malvivente, infatti, li aveva lasciati involontariamente in un paio di pantaloni messi a lavare in lavatrice). Chiacchierando ell'attesa che uno degli scagnozzi procuri un'altra pistola, Pando ed Acko notano con ironia d'aver scelto, come luogo dell'esecuzione di Jimmy, lo stesso dove a suo tempo uccisero suo fratello Michael; nel sentire tale rivelazione, Jimmy ha uno scatto d'adrenalina con cui stende i due malviventi e si dà ad una spericolata fuga per il deserto, riuscendo a rientrare sano e salvo in città alle prime luci dell'alba.
Giunta l'ora della fatidica rapina, le cose - pur concludendosi bene - non si svolgono tranquillamente: dopo aver infatti svaligiato la banca, il marito di Deirdre, nello scavalcare con un salto il bancone, ruzzola sul pavimento ed urta violentemente la testa, perdendo di conseguenza i sensi; Jimmy e l'autista della fuga lo devono perciò strascinare faticosamente fuori e caricarlo in macchina, proprio mentre sopraggiunge la polizia che, aprendo su di loro il fuoco, ammazzano l'autista e forano le ruote dell'auto; Jimmy ed il marito di Deirdre (infine ripresosi) devono perciò fuggire a piedi, finché non riescono a rubare un'altra macchina, una Toyota Celica, con cui seminano gli agenti; l'auto, però, risulta vincitrice d'un concorso a premi a cui era iscritto il proprietario (il cui montepremi, ironicamente, ammonta esattamente a 10.000 dollari), cosicché i due devono anche seminare la troupe degli organizzatori che vogliono premiarli in diretta.
Ricevuta la propria parte del bottino, Jimmy si reca al covo di Pando per chiudere finalmente la faccenda. I malviventi sono sorpresi dal constatare che sia stato di parola e lo stesso Pando, rimasto piacevolmente impressionato dalle capacità da lui dimostrate, gli offre un nuovo incarico, stavolta da membro ufficiale della banda. Ma Jimmy, sapendo ora la verità sulla morte di suo fratello, gli punta d'impeto la pistola per poi, una volta calmatosi, limitarsi ad andarsene, tra lo stupore generale, senza proferir parola. Uscendo incrocia di sfuggita Helen la quale, facendo irruzione nel covo, uccide a colpi di pistola Pando e tutti i suoi scagnozzi, prima che costoro possano fare alcunché per difendersi. Il film si chiude con Jimmy che si ricongiunge con Alex, assieme la quale decide di lasciare Sydney e recarsi a Northern Rivers, nell'estremo nord-ovest del Paese, per rifarsi una vita.

## Distribuzione
Il film venne girato nel 1998 in Australia ma non venne pubblicato in questo paese prima del 29 luglio del 1999; negli Stati Uniti uscì unicamente in edizione da DVD nel dicembre del 2005.

## Riconoscimenti
- 1999 - Australian Film Institure Award
  - Miglior film
  - Migliore regia
  - Migliore sceneggiatura originale
  - Miglior attore
  - Miglior attore non protagonista